# Globia subflava
Globia subflava är en fjärilsart som beskrevs av Augustus Radcliffe Grote 1882. Globia subflava ingår i släktet Globia och familjen nattflyn. Arten förekommer i Nordamerika, i södra Kanada från British Columbia till Nova Scotia, söder ut i USA ner till New Jersey i öster, via  Utah till Kalifornien i väster. Inga underarter finns listade i LepIndex, NHM.